# Rio Wimmera
O rio Wimmera, é um rio intermitente interior da bacia hidrográfica de Wimmera, está localizado nas regiões Grampians e Wimmera do estado australiano de Vitória.